# Idea keyensis
Idea keyensis är en fjärilsart som beskrevs av Hans Fruhstorfer 1899. Idea keyensis ingår i släktet Idea och familjen praktfjärilar. Inga underarter finns listade i Catalogue of Life.